# Таллахатчи (округ)
Округ Таллаха́тчи (англ. Tallahatchie County) — округ штата Миссисипи, США. Население округа на 2000 год составляло 14 903 человек. В округе административных центра — города Чарлстон и Самнер.

## История
Округ Таллахатчи основан в 1833 году.

## География
Округ занимает площадь 1668 км2.

## Демография
Согласно переписи населения 2000 года, в округе Таллахатчи проживало 14903 человек (данные Бюро переписи населения США). Плотность населения составляла 8.9 человек на квадратный километр.